# Angel (Pharrell Williams)
Angel è una canzone R&B del produttore discografico Pharrell Williams, secondo singolo estratto dall'album In My Mind del 2006.

## Il singolo
Il singolo doveva essere originariamente pubblicato il 5 dicembre 2005, ma in seguito allo slittamento dell'uscita In My Mind, il singolo fu distribuito nei negozi solo il 21 gennaio 2006. Angel è stato il terzo singolo di Pharrell ad entrare nella top 20 britannica, arrivando alla quindicesima posizione.
In seguito agli scarsi risultati ottenuti dal precedente Can I Have It Like That, il singolo di Angel non fu neppure distribuito negli Stati Uniti ed in Australia.

## Il Video
Sono stati prodotti due differenti videoclip per promuovere Angel, entrambi diretti da Hype Williams. La prima versione, mai pubblicata per i circuiti televisivi tradizionali unisce elementi in animazione ad altri girati dal vivo, che costituiscono la gran parte dell'altra versione. La seconda versione, infatti, vede Pharrell in compagnia di numerose ragazze, alcune delle quali vestite secondo la tradizionale iconografia degli angeli (vestito bianco, ali ed aureola). Questa versione è quella più conosciuta, in quanto trasmessa dai canali tematici.

## Tracce
CD Singolo inglese
1. Angel(Radio Version)
2. Angel(Axwell Mix)

DVD Singolo inglese
1. Angel(Instrumental)
2. Angel(Video)
3. Can I Have It Like That (Featuring Gwen Stefani) (Video)

Vinile inglese
1. Angel(Radio Version)
2. Angel(Instrumental)
3. Angel(Axwell Mix)
4. Angel(A Cappella)

CD Promo inglese
1. Angel(Radio Version)
2. Angel(Album Version - Explicit)
3. Angel(Instrumental)
4. Angel(A Cappella)

## Classifiche
| Classifica  | Posizione più alta |
| ----------- | ------------------ |
| Australia   | 44                 |
| Danimarca   | 9                  |
| Italia      | 16                 |
| Paesi Bassi | 35                 |
| Regno Unito | 15                 |